# Pieni Lamposaari (ö i Södra Savolax)
Pieni Lamposaari är en ö i Finland. Den ligger i sjön Varisvesi och i kommunen Heinävesi i den ekonomiska regionen  Nyslotts ekonomiska region  och landskapet Södra Savolax, i den sydöstra delen av landet, 300 km nordost om huvudstaden Helsingfors. Öns area är 0,1 hektar och dess största längd är 80 meter i öst-västlig riktning.